# Melissa Lauren
Melissa Lauren (ur. 16 października 1984 w La Rochelle) – francuska aktorka i reżyserka filmów pornograficznych.

## Życiorys

### Wczesne lata
Urodziła się we wschodniej Francji, w La Rochelle, w departamencie Charente-Maritime. Przez trzy lata uczyła się w szkole gastronomicznej, by zostać kucharzem. Przez rok pracowała w paryskiej restauracji typu fast food jako kucharz ciast.

### Kariera
W wieku 19 lat, po przeczytaniu ogłoszenia francuskiego reżysera Johna B. Roota, sześć dni później, w czerwcu 2003 rozpoczęła pracę w branży filmów porno w Virgin Surgeon 2 (2003) Marka Davisa i French Connexxxion (2003) Manuela Ferrary. Jej rodzice, którzy oczekiwali, że Melissa będzie prawnikiem lub lekarzem, początkowo byli zszokowani, kiedy odkryli, że ich córka działa w pornografii. Po jakimś czasie byli w stanie zaakceptować wybór kariery Lauren i zażegnali swoje obawy dotyczące zażywania narkotyków czy złego traktowania ich córki.
Brała udział w filmach Private Media Group, w tym Private Xtreme 17: Anal Freedom (2005) i Private Xtreme 19: Anal Supremacy (2005). Wystąpiła w Six Pack (2005), Mr. Horse Cock (2005), Euro Domination 5 (2006) Christopha Clarka, Evil Anal 07 (2008) Manuela Ferrary, Anal Sex 4 Dummys (2008), Graphic DP 2 (2010) Steve’a Holmesa czy Ritual (2011) jako Cecile.
W 2006 podpisała kontrakt z francuską firmą Vidéo Marc Dorcel. Pozowała dla największych fotografów, w tym Suze Randall, Holly Randall, Earl Miller, Laurent Sky i Scott Preston, a jej zdjęcia ukazały się w wielu amerykańskich magazynach - „Club”, „Club International”, „Club Explicit”, „Hustler”, „Taboo”, „Genesis”, „Fox”, „Buttman” czy „Hot Couples”.
W Stanach Zjednoczonych zagrała w ponad 300 produkcjach takich wytwórni jak Red Light District, Anabolic, Zero Tolerance, Wicked Pictures, Third Degree, Combat Zone, Penthouse, Evil Angel, Vivid czy Digital Playground. Stała się znana z udziału w scenach BDSM, seksu analnego, w tym podwójnej penetracji, seksu międzyrasowego, połykania męskiego nasienia i ass to mouth.
Pojawiła się też w komedii romantycznej Jenny McCarthy Dirty Love (2005) z Carmen Electrą.

## Życie prywatne
W 2006 roku spotykała się z Evanem Seinfeldem, muzykiem i producentem filmów pornograficznych.
Na prawym przedramieniu ma tatuaż z napisem Quod Me Nutrit Me Destruit (Co mnie żywi, niszczy mnie).

## Nagrody i nominacje
| Rok  | Nagroda    | Kategoria                                      | Film                                                                    | Inni wykonawcy | Rezultat  |
| ---- | ---------- | ---------------------------------------------- | ----------------------------------------------------------------------- | --- | --------- |
| 2006 | AVN Award  | Najlepsza scena seksu samych dziewczyn - wideo | Babes Illustrated 15 (2005), reż. Bridgette Kerkove                     | Angelica Costello i Audrey Hollander | Nominacja |
| 2006 | AVN Award  | Wykonawczyni roku                              | -                                                                       | - | Nominacja |
| 2006 | AVN Award  | Najlepsza scena seksu samych dziewczyn - wideo | Be My Bitch (2005), reż. Jake Malone                                    | Sandra Romain | Nominacja |
| 2006 | AVN Award  | Najlepsza scena seksu grupowego – wideo        | Semen Sippers 3 (2004), reż. Mike John                                  | Lauren Phoenix, Erik Everhard i John Strong | Nominacja |
| 2006 | AVN Award  | Najlepsza scena seksu trójosobowego – wideo    | Fuck Dolls 3 (2004), reż. Jake Malone                                   | Erik Everhard i Avy Lee Roth | Nominacja |
| 2006 | AVN Award  | Najlepsza scena seksu grupowego – wideo        | Anal Expedition 6 (2005), reż. Manuel Ferrara                           | Michael Stefano, Erik Everhard, Keri Sable, Sophia, Manuel Ferrara i John Strong | Nominacja |
| 2006 | XRCO Award | Wykonawczyni roku                              | -                                                                       | - | Nominacja |
| 2006 | XRCO Award | Superslut                                      | -                                                                       | - | Nominacja |
| 2007 | AVN Award  | Najlepsza scena seksu grupowego – wideo        | Fashionistas Safado: The Challenge (2005), reż. John Stagliano          | Belladonna, Adrianna Nicole, Jenna Haze, Flower Tucci, Sasha Grey, Nicole Sheridan, Gianna Michaels, Marie Luv, Caroline Pierce, Rocco Siffredi, Lea Baren, Sandra Romain, Jewell Marceau, Jean Val Jean, Christian XXX, Voodoo, Chris Charming, Erik Everhard, Mr. Pete, Montegucio Lamponi i Nici Sterling | Wygrana   |
| 2007 | Ninfa      | Najoryginalniejsza sekwencja seksu             | Fashionistas Safado: The Challenge (2005), reż. John Stagliano          | Gianna Michaels, Belladonna, Jenna Haze, Rocco Siffredi, Sandra Romain i Jean Val Jean | Wygrana   |
| 2007 | XRCO Award | Najlepsza ekranowa chemia                      | Fashionistas Safado: The Challenge (2005), reż. John Stagliano          | Gianna Michaels i Rocco Siffredi | Wygrana   |
| 2008 | AVN Award  | Najlepsza scena seksu grupowego – wideo        | Fashionistas Safado: Berlin (2007), reż. John Stagliano                 | Jazz Duro, Steve Holmes, Joachim Kessef i Sarah Sun | Nominacja |
| 2008 | AVN Award  | Najlepsza scena seksu w parze - wideo          | Fashionistas Safado: Berlin (2007), reż. John Stagliano                 | Nacho Vidal | Nominacja |
| 2008 | AVN Award  | Najlepsza scena seksu trójosobowego - wideo    | Fashionistas Safado: Berlin (2007), reż. John Stagliano                 | Katsuni i Rocco Siffredi | Wygrana   |
| 2009 | Hot d’Or   | Najlepsza francuska wykonawczyni roku          | -                                                                       | - | Nominacja |
| 2009 | AVN Award  | Wykonawczyni roku                              | -                                                                       | - | Nominacja |
| 2009 | AVN Award  | Najlepsza scena seksu w zagranicznej produkcji | Casino, No Limit (2008), reż. Hervé Bodilis                             | Nacho Vidal | Nominacja |
| 2010 | AVN Award  | Najlepsza scena seksu samych dziewczyn         | Babes Illustrated 18 (2008), reż. Mike Adams (w napisach: Anton Slayer) | Mya Nichole, Devon, Jenaveve Jolie i Shawna Lenee | Nominacja |